# Carlsbergov greben
Carlsbergov greben je severni del Srednjeindijskega grebena, divergentne tektonske meje med Afriško ploščo in Indo-avstralsko ploščo. Greben prečka zahodne regije Indijskega oceana.
Greben se razteza od stičišča trojne točke blizu otoka Rodrigues proti severu do stičišča z Owenovim prelomom. Greben se je začel širiti proti severu v poznem Maastrichtu in v eocenu dosegel začetno Arabsko morje. Nato se je še naprej kopičil bazalt, vendar se greben ni širil še skoraj 30 milijonov let. Nato se je v zgodnjem miocenu začela širiti proti zahodu proti afarskemu žarišču in s tem odprl Adenski zaliv.
Carlsbergov greben je potresno aktiven, Ameriški geološki inštitut je 15. julija 2003 zabeležil močan potres z močjo 7,6 po momentni magnitudni lestvici.
Podmorski greben je odkrila danska raziskovalna ladja Dana med oceanografsko odpravo fundacije Carlsberg okoli sveta (1928–1930), bolje znano kot 2. odpravo Dane, poimenova pa je po fundaciji Carlsberg, ki je financirala celotno odpravo in kasnejše analize ter objavo rezultatov.